# أسلحة الانتقام

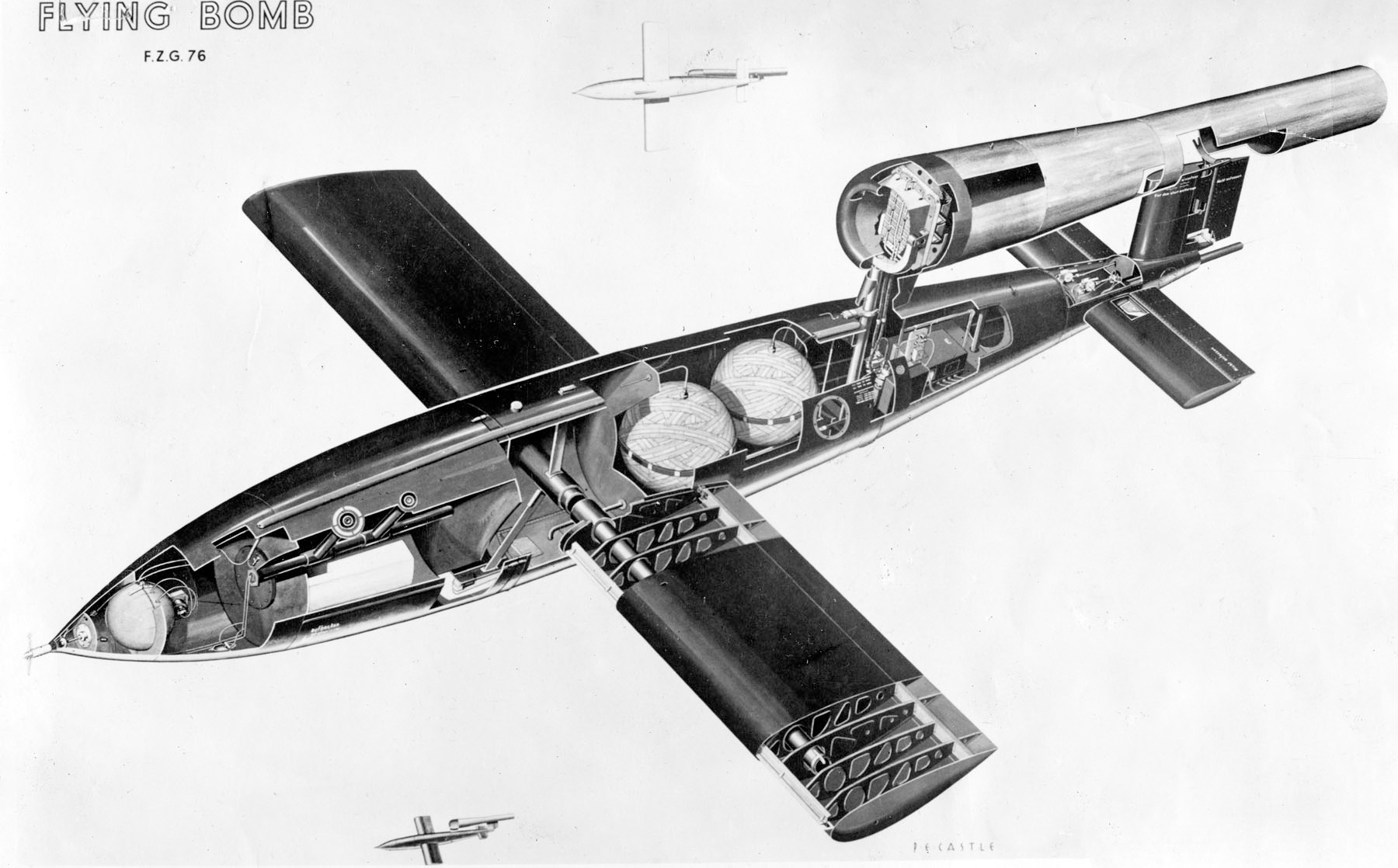
القنبلة الطائرة V-1

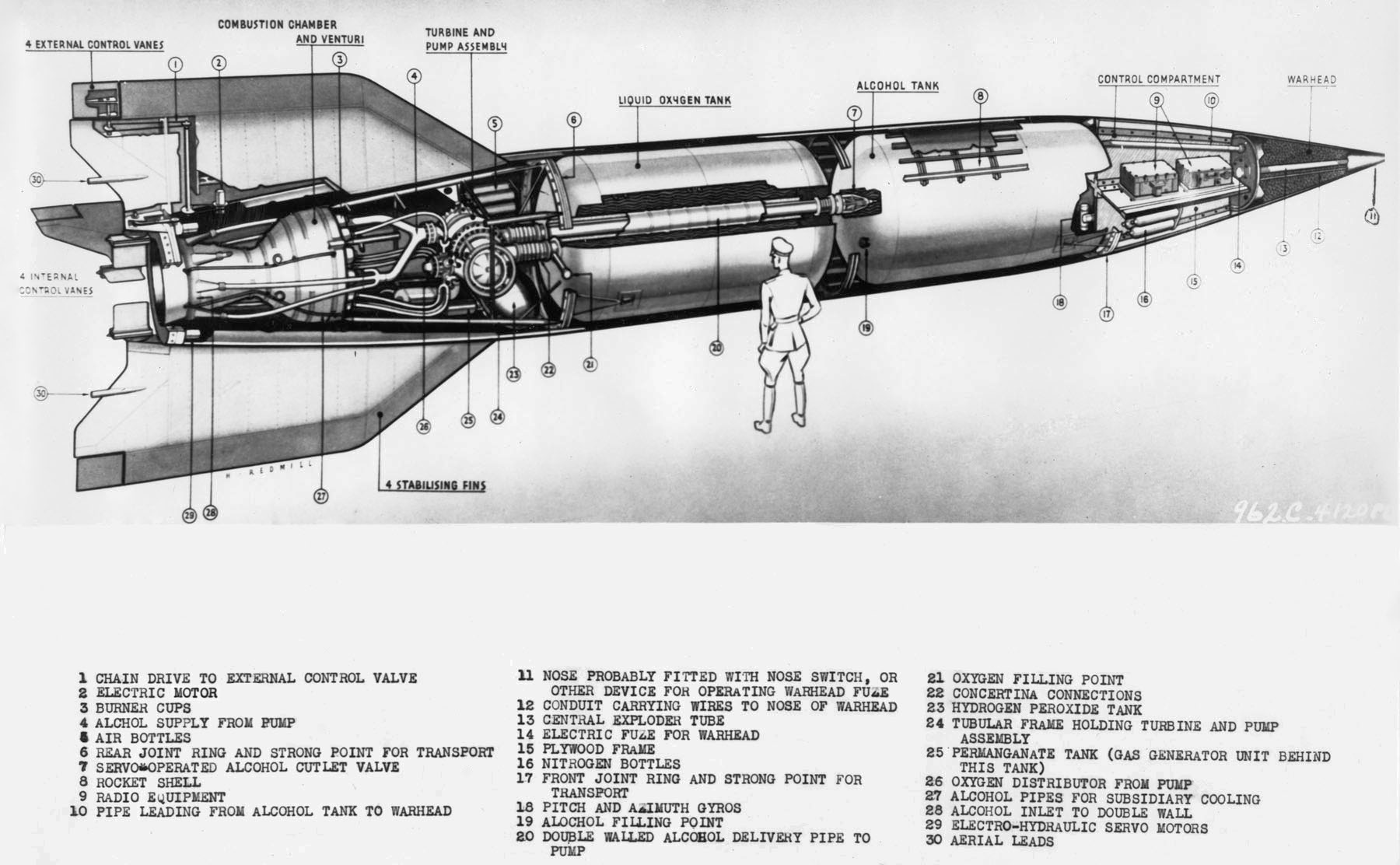
صاروخ V-2

أسلحة V- المعروفة بالألمانية الأصلية باسم Vergeltungswaffen (تُلفظ بالألمانية: [fɐˈgɛltʊŋsˌvafṇ]، الألمانية: «الأسلحة الانتقامية»)، كانت مجموعة معينة من أسلحة المدفعية بعيدة المدى المصممة للقصف الاستراتيجي أثناء الحرب العالمية الثانية، وخاصة القصف الإستراتيجي و/ أو القصف الجوي للمدن.  وهي تتألف من في-1، وهو صاروخ كروز يعمل بالطاقة النبضية؛ في-2، صاروخ باليستي يعمل بالوقود السائل (يشار إليه في الغالب باسم V1 وV2)؛ ومدفع في-3. صُمِّمَت كل هذه الأسلحة للاستخدام في حملة عسكرية ضد بريطانيا، على الرغم من أن في-1 وفي-2 فقط تم استخدامها في حملة أجريت في الفترة 1944-1945. بعد غزو الحلفاء لأوروبا، استخدمت هذه الأسلحة أيضًا ضد أهداف في البر الرئيسي لأوروبا، وخاصة فرنسا وبلجيكا. أسفر القصف الإستراتيجي باستخدام أسلحة V عن مقتل حوالي 18000 شخص، معظمهم من المدنيين. وكانت مدن لندن وأنتويرب ولييج الأهداف الرئيسية. 
لقد كانوا جزءًا من مجموعة ما يسمى فوندرفافهn (الأسلحة الفائقة، أو «العجائب») لألمانيا النازية.

## تطوير
في وقت مبكر من 28 يونيو 1940، تم تقديم الأساس المنطقي للتفجير الإرهابي للصاروخ A4 (V-2) الذي تم تطويره في اجتماع بين قائد الذخائر في الجيش إميل ليب والقائد العام لهرماخت، فالتر فون براوتشيتش. بعد الفشل النسبي لغارات Baedeker على بريطانيا في عام 1942، تسارع تطوير كل من القنبلة والصواريخ الطائرة، مع تحديد بريطانيا كهدف. في 29 سبتمبر 1943، وعد ألبرت سبير علنا بالانتقام من القصف الجماعي للمدن الألمانية بواسطة «سلاح سري». ثم كان إعلان وزارة الدعاية الرايخية الرسمي في 24 يونيو 1944 عن الصاروخ الموجه «Vergeltungswaffe 1» يشير إلى أنه سيكون هناك سلاح آخر من هذا القبيل. بعد أول عملية تشغيل A-4 في سبتمبر 1944، أعيدت تسمية الصاروخ إلى V-2. (على الرغم من أن لا أحد يعرف بالضبط من الذي أطلق عليه هذا الاسم). ومع ذلك، واصل دليل عمليات V-2 الموزع على بطاريات إطلاق استخدام اسم A-4 للصاروخ.

## الاستخدم ضد بريطانيا وأوروبا 1944-1945

### V-1

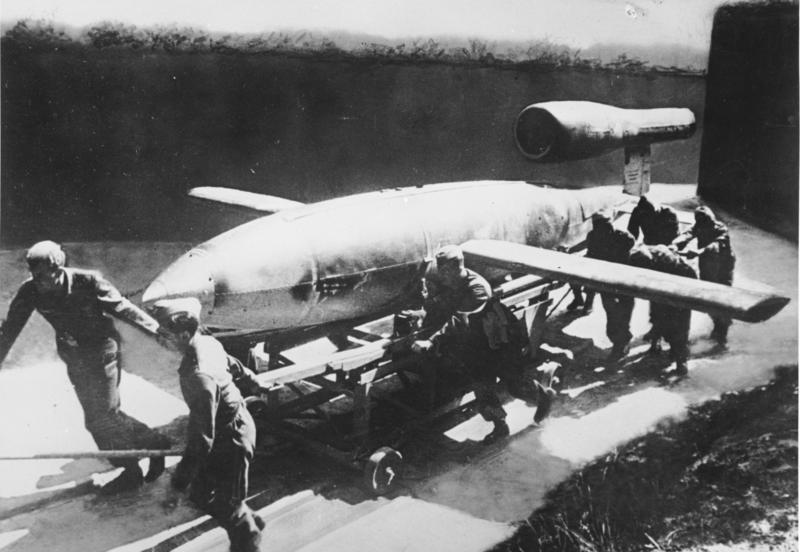
V-1

ابتداءً من أكتوبر 1943، تم إنشاء مواقع إطلاق صواريخ في-1 في شمال فرنسا، على طول الساحل من كاليه إلى لوهافر. كانت هجمات القصف الجوي على هذه المواقع من قبل سلاح الجو المتحالف ناجحة جزئيًا فقط، وبحلول يونيو 1944 كانوا على استعداد للعمل. بدفع من عمليات الإنزال في نورماندي في 6 يونيو، في الصباح الباكر من 13 يونيو 1944، تم تنفيذ أول هجوم بصاروخ V-1 على لندن.   تم إطلاق عشرة صواريخ، وصلت أربعة منها إلى إنجلترا. تأثرت أولى هذه الصواريخ بالقرب من سوانسكومب، دون وقوع إصابات. ولكن في بيثنال غرين، تم تدمير جسر وقتل ستة أشخاص وأصيب تسعة. بعد 15th استمرت الهجمات بمعدل 100 هجوم في اليوم. في الهجوم الأول، بدء البريطانيون بتنفيذ عملية الغواص المخطط لها مسبقًا.
تم إطلاق ما مجموعه 9,251 صواريخ في-1أس على أهداف في بريطانيا، وكانت الغالبية العظمى تستهدف لندن؛ وصل 2,515 إلى المدينة، مما أسفر عن مقتل 6,184 مدنيا وإصابة 17,981. عانى كرويدون إلى الجنوب، على مسار رحلة V-1s، بشدة، حيث تلقى 142 إصابة.

### في-2

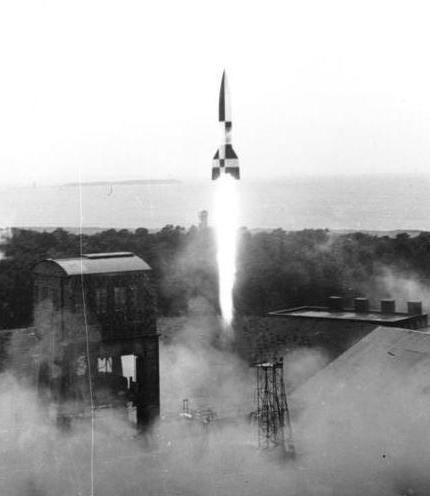
إطلاق V-2 Peenemünde

تم إنشاء مواقع إطلاق صواريخ في-2 من قبل الألمان حول لاهاي في هولندا في 6 سبتمبر 1944. تم إطلاق أول صاروخ من هنا ضد لندن في 8 سبتمبر 1944 واستغرق حوالي 5 دقائق ليقطع 200 ميل (320 كـم) من لاهاي إلى لندن، حيث ضربت في الساعة 6:43 مساء يوم 8 سبتمبر في تشيسويك، مما تسبب في 13 ضحية. عندما جاءت انفجارات صواريخ في-2 دون سابق إنذار، حاولت الحكومة في البداية إخفاء قضيتها من خلال إلقاء اللوم عليها على أنابيب الغاز المعيبة. ومع ذلك، لم ينخدع الجمهور وسرعان ما بدأ يشير بشكل ساخر إلى V-2s باسم «أنابيب الغاز الطائرة».
بحلول أكتوبر أصبح الهجوم مستمرا. كان الإضراب المدمر بشكل خاص في 25 نوفمبر 1944، عندما انفجرت صواريخ في-2 في متجر Woolworth في New Cross Road، مما أسفر عن مقتل 168 شخصًا وإصابة 121 بجراح خطيرة. ثبت أن اعتراض صواريخ في-2 الأسرع من الصوت أثناء الطيران أمر مستحيل عمليا، كما أن الإجراءات المضادة الأخرى، مثل قصف مواقع الإطلاق، كانت غير فعالة إلى حد ما. استمر القصف المستمر حتى مارس 1945. وصلت آخر الصواريخ في 27 مارس 1945، قتل أحدهم 134 شخصًا وجرح 49 عندما أصاب مجموعة من الشقق في ستيبني.

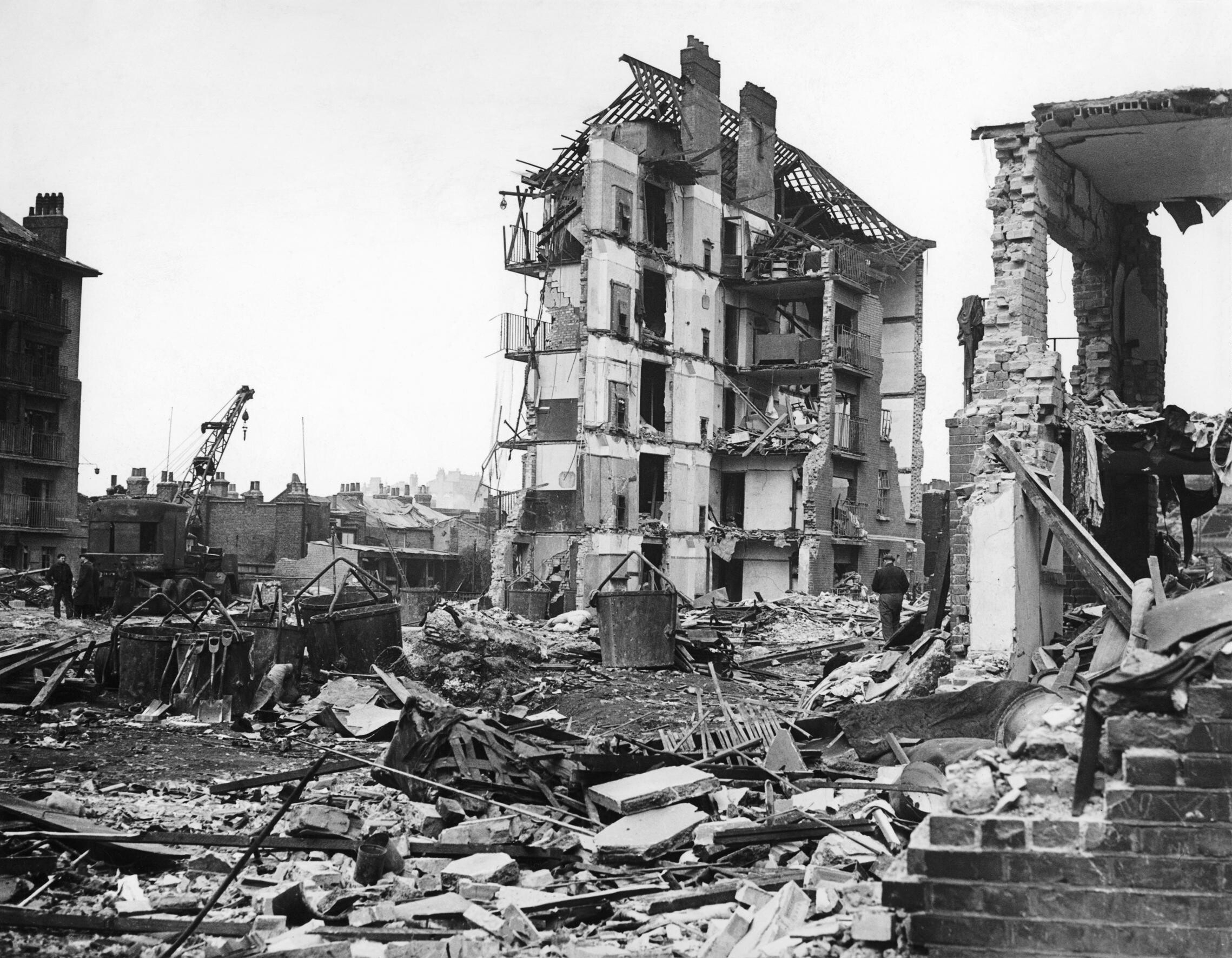
المباني المدمرة في لندن ، التي تركتها قبل الأخيرة V-2 لضرب المدينة في 27 مارس 1945 ؛ قتل الصاروخ 134 شخصا

### في-3

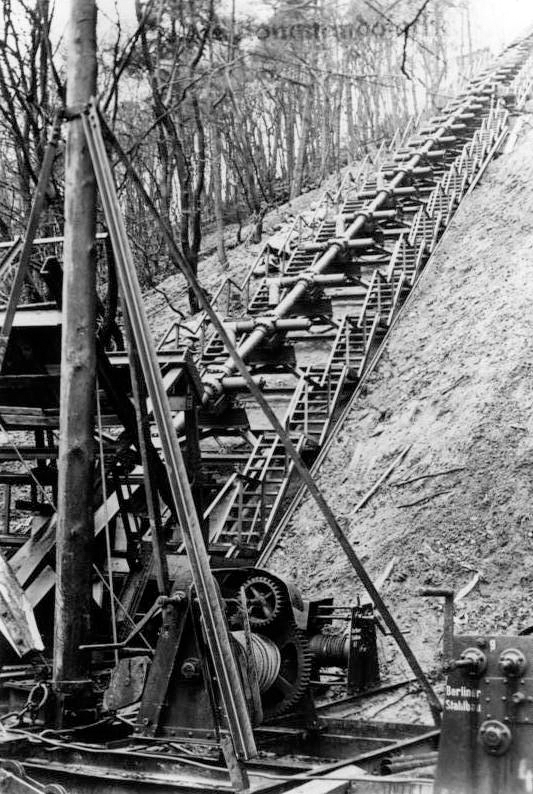
النموذج V-3

مدفع في-3، المصمم أيضًا لإطلاق النار على لندن، لم يستخدم أبدًا لهذا الغرض بسبب هجمات الحلفاء على منشآت الإطلاق، وخاصة حصن Mimoyecques، والهجوم في شمال أوروبا في عام 1944، متجاوزًا مواقع الإطلاق. ونتيجة لذلك، تم تحويل استخدامه، في شتاء عام 1944، لقصف لوكسمبورغ، بأقل النتائج.